# کیریل میلوف
کیریل میلوف (به بلغاری: Кирил Милов؛ زادهٔ ۲۷ ژانویهٔ ۱۹۹۷) کشتی‌گیر فرنگی‌کار تیم ملی بلغارستان است.
از افتخارات وی می‌توان به کسب دو مدال نقره در مسابقات قهرمانی کشتی جهان ۲۰۱۸ و مسابقات قهرمانی کشتی جهان ۲۰۲۲ اشاره کرد. وی سابقه حضور در المپیک ۲۰۲۰ توکیو و المپیک ۲۰۲۴ پاریس را دارد

## فعالیت حرفه‌ای

### مسابقات قهرمانی کشتی جهان ۲۰۱۸
میلوف در وزن ۹۷ کیلو مسابقات قهرمانی کشتی جهان ۲۰۱۸ بوداپست حاضر بود که پس از غلبه بر تاماس سوس از اسلواکی، بالاس کیس از مجارستان، لوکاوتیس کسسدیس از یونان و میهایل کاجایا از صربستان به فینال رسید. وی در فینال به موسی اولویف از روسیه باخت و به مدال نقره وزن ۹۷ کیلوگرم رسید.

### قهرمانی کشتی جهان ۲۰۲۲
میلوف در وزن ۹۷ کیلوگرم کشتی فرنگی مسابقات قهرمانی کشتی جهان ٢٠٢۲ بلگراد شرکت کرد، او در این مسابقات دیپانشو اهلوات از هند، نیکولاز کاخلاشویلی از ایتالیا و عاریف نیفتولایف از آذربایجان را شکست داد و به فینال رسید. وی در دیدار نهایی به آرتور آلکسانیان از ارمنستان باخت و به مدال نقره رسید.